# 天朝田亩制度
《天朝田亩制度》是太平天国定都天京后，于1853年颁布的一个政策綱領。它是太平天国的基本纲领，其基本内容是关于土地改革制度，同時提及中央及地方政制，还涉及经济制度。天朝田亩制度從沒有正式在太平天國統治地區實施。

## 內容
《天朝田亩制度》与共产主义思想有相似性，其基本内容可以归纳为以下几个方面，其中土地制度是根本，是诸种制度所依托的基础，也是《天朝田亩制度》的精华所在：
1. 关于土地制度。《天朝田亩制度》包含两个内容：一是划分土地质量的等级标准；二是土地分配的原则和方法。《天朝田亩制度》把天下田亩按其产量多寡，分为三类九等。以期建立一個「有田同耕，有飯同食，有衣同穿，有錢同使，無處不均勻，無人不飽暖」的理想社會。
2. 关于生活物资的分配制度。
3. 关于农村的社会组织制度。太平天国对农村的社会组织，按照太平军编制进行了改组，即以军、师、旅、卒、两司马为编制。
4. 关于各级职官的保举与黜陟制度。太平天国的各级职官，分为朝内、军中和地方乡官三种。规定每年一保举，三年一升贬。
5. 关于教育。太平天国的教育是以宗教形式进行，每二十五家设一礼拜堂，礼拜堂兼学校。
6. 关于司法。《天朝田亩制度》规定每军设“典刑法”官二人，一正一副，以师帅、旅帅兼任。不过，民间凡有民刑讼事，开始还是由两司马调理，如不能平息，则逐级复审。